# Tour de France 2006 – 10. etapa
- 12. červenec
- Cambo-les-Bains - Pau
- 190,5 km

## Profil
Horské prémie:
1. - 50 km Col d'Osquich (6 km à 5,3 %, 3 kategorie) 500 m n. m.
2. - 101,5 km Col du Soudet (14.7 km à 7,3 %, nejvyšší kategorie) 1540 m n. m.
3. - 148 km Col de Marie-Blanque (9.3 km à 7,7 %, 1 kategorie)1035 m n. m.

Sprintérské prémie:
1. - Na 35,7 km Larceveau ;
2. - Na 74,5 km Laguinge.

## Klasifikace horských prémií
Col d'Osquich, (50 km)(6 km à 5,3 %, 3 kategorie) 500 m n. m.
| 1 | Cyril Dessel        | 4 b. |
| 2 | Christophe Rinero   | 3 b. |
| 3 | Matthieu Sprick     | 2 b. |
| 4 | Juan Miguel Mercado | 1 b. |

Col du Soudet,(101,5 km)(14.7 km à 7,3 %, nejvyšší kategorie) 1540 m n. m.
| 1  | Cyril Dessel        | 20 b. |
| 2  | Juan Miguel Mercado | 18 b. |
| 3  | Iñigo Landaluze     | 16 b. |
| 4  | Christophe Rinero   | 14 b. |
| 5  | Iñaki Isasi         | 12 b. |
| 6  | Cédric Vasseur      | 10 b. |
| 7  | Cristian Moreni     | 8 b.  |
| 8  | Matthieu Sprick     | 7 b.  |
| 9  | Daniele Bennati     | 6 b.  |
| 10 | Carlos da Cruz      | 5 b.  |

Col de Marie-Blanque,(148 km)(9.3 km à 7,7 %, 1 kategorie) 1035 m n. m.
| 1 | Cyril Dessel        | 30 b. |
| 2 | Juan Miguel Mercado | 26 b. |
| 3 | Iñigo Landaluze     | 22 b. |
| 4 | Christophe Rinero   | 18 b. |
| 5 | Cristian Moreni     | 16 b. |
| 6 | Iñaki Isasi         | 14 b. |
| 7 | Cédric Vasseur      | 12 b. |
| 8 | Michael Rasmussen   | 10 b. |

## Klasifikace sprintérských prémií
1. sprintérská prémie Larceveau (35,7 km)
| 1 | Carlos da Cruz   | 6 b + 6 s |
| 2 | Beat Zberg       | 4 b + 4 s |
| 3 | Manuel Quinziato | 2 b + 2 s |

2. sprintérská prémie Laguinge (74,5 km)
| 1 | Daniele Bennati | 6 b + 6 s |
| 2 | Carlos da Cruz  | 4 b + 4 s |
| 3 | Jens Voigt      | 2 b + 2 s |

## Pořadí v etapě
| *  | Jezdec              | Tým                          | Čas         |
| -- | ------------------- | ---------------------------- | ----------- |
| 1  | Juan Miguel Mercado | Agritubel                    | 4:49:10.000 |
| 2  | Cyril Dessel        | AG2R Prévoyance              | + 0:00:00   |
| 3  | Iñigo Landaluze     | Euskaltel-Euskadi            | + 0:00:56   |
| 4  | Cristian Moreni     | Cofidis Credit Par Telephone | + 0:02:24   |
| 5  | Christophe Rinero   | Saunier Duval                | + 0:02:25   |
| 6  | Iñaki Isasi         | Euskaltel-Euskadi            | + 0:05:03   |
| 7  | Cédric Vasseur      | Quick Step-Innergetic        | + 0:05:35   |
| 8  | Daniele Bennati     | Lampre-Fondital              | + 0:07:23   |
| 9  | Erik Zabel          | Team Milram                  | + 0:07:23   |
| 10 | Stefano Garzelli    | Liquigas                     | + 0:07:23   |
| .. | ……………….             | ………………                       | …….         |
| 93 | Pavel Padrnos       | Discovery Channel Team       | + 0:12:00   |

- Nejaktivnějším jezdcem vyhlášen - Juan Miguel Mercado
- Odstoupili:
  - 115 Jimmy Engoulvent
  - 173 Laurent Brochard

## Celkové pořadí
| Cyril Dessel                | Robbie McEven 211 | Cyril Dessel 54        | Marcus Fothen            |
| Juan Miguel Mercadoá 2:34,0 | Tom Boonen 188    | Juan Miguel Mercado 45 | Thomas Lövkvist á 0:58,0 |
| Serhij Hončar á 3:45,0      | Oscar Freire 181  | Iñigo Landaluze 38     | Riccardo Ricco á 3:22,0  |